# Fermentação acética
A fermentação acética é uma reação química que consiste na oxidação parcial do álcool etílico, com produção de ácido acético. 
Este processo é utilizado na produção de vinagre comum e do ácido acético industrial. Desenvolve-se também na deterioração de bebidas de baixo teor alcoólico e na de certos alimentos. É realizada por bactérias denominadas acetobactérias, que convertem a molécula de álcool com uma de oxigénio (necessário à reação) em uma molécula de ácido acético e outra de água. Assim temos C2H5OH + O2 → CH3COOH + H2O. 
Basicamente, para a obtenção do ácido acético, recorre-se primeiro à fermentação alcoólica, processo anaeróbio realizado por certas leveduras cujos produtos obtidos incluem álcool etílico e dióxido de carbono. A partir do álcool etílico então obtido, é promovida a oxidação parcial do mesmo (uma reação aeróbia), através das acetobactérias.
As acetobactérias, também conhecidas por bactérias acéticas, necessitam de oxigênio para realizar acetificação. Por essa razão, multiplicam-se mais na parte superior do vinho que está sendo transformada em vinagre. O melhor rendimento da reação acética ocorrerá a uma temperatura entre os 25 e os 30ºC. 